# Borðoy
Borðoy (en danés: Bordø) es una de las 18 islas del archipiélago de las Islas Feroe (Dinamarca), situado en el Mar de Noruega.
Con una extensión de 95 km² y una población de 4.977 habitantes, es la isla más grande de las denominadas islas del norte. El punto más alto es el monte Norðan fyri Lokkaskarð de 772 metros.
Se cree que Borðoy tuvo el primer asentamiento humano en el archipiélago. La localidad de mayor tamaño Klaksvík es también la segunda ciudad en importancia del archipiélago. Otras poblaciones de menor tamaño son: Norðyri, Ánir, Árnarfjørður, Strond, Norðtoftir, Depil y Norðkepil.
Las aldeas de Skálatoftir, Fossá y Múli están actualmente deshabitadas. Esta última era uno de los localidades más remotas de las Feroe, ya que la conexión terrestre no fue finalizada hasta 1989, por lo que cualquier conexión con el resto de la población era a través de helicóptero o por vía marítima. 
Está comunicada por carretera a la localidad de Leirvík, municipio situado en la vecina Eysturoy, y por un puente construido en 1963 con la isla de Viðoy. En 1988 la isla de Kunoy quedaría igualmente comunicada con Borðoy a través de otro puente.